# Hội quán Tam Sơn

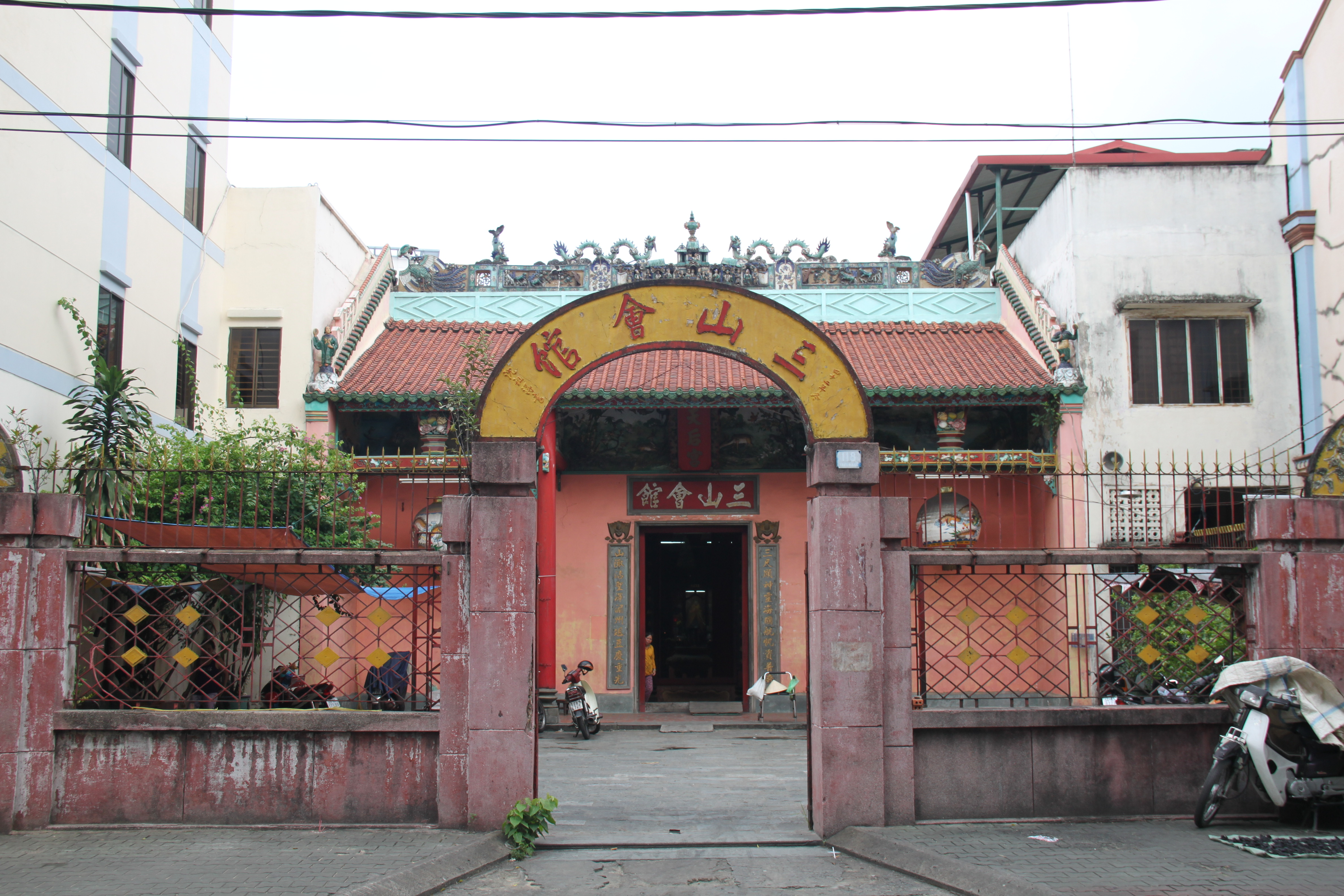
Cổng Hội quán Tam Sơn trên đường Triệu Quang Phục

Hội quán Tam Sơn (chữ Hán: 三山會館) là một cơ sở tín ngưỡng tại địa chỉ số 118 đường Triệu Quang Phục, Phường 11, Quận 5, Thành phố Hồ Chí Minh. Đây là hội quán do người Hoa gốc Phúc Châu (Phúc Kiến) lập ra tại Chợ Lớn xưa.
Ngày 25 tháng 6 năm 2015, Hội quán Tam Sơn được Ủy ban nhân dân Thành phố Hồ Chí Minh xếp hạng di tích kiến trúc nghệ thuật cấp thành phố.

## Lịch sử
Theo văn bia tại đây, tên gọi Tam Sơn chỉ ba ngọn núi Bình Sơn, Cửu Tiên Sơn, Việt Vương Sơn ở Phúc Châu. Hiện nay vẫn chưa rõ hội quán được xây dựng vào thời điểm nào, chỉ biết rằng vào năm Bính Thìn Gia Khánh thứ 1 (1796) sửa chữa hội quán, đến năm Đinh Hợi Quang Tự thứ 13 (1887) thì trùng tu. Tiếp đó, vào các năm Giáp Ngọ (1954) và Tân Sửu (1961) hội quán được sửa chữa; năm Ất Tỵ (1965) xây thêm lầu bên trái, năm Quý Dậu (1993) lại trùng tu.

## Kiến trúc
Mặt bằng tổng thể của hội quán gồm sân trước, tiền điện, trung điện và chính điện. Tả vu và hữu vu nằm dọc hai bên, được xây cao ba tầng. Sân thiên tỉnh ở giữa tiền điện và trung điện, kết hợp với hành lang trước tả vu và hữu vu tạo thành lối đi giữa các điện thờ. Càng vào trong các điện thờ càng được tôn cao dần lên. Mỗi điện thờ có một bộ khung chịu lực riêng và lớp mái riêng lợp ngói ống, diềm mái bằng ngói thanh lưu ly.

## Thờ tự

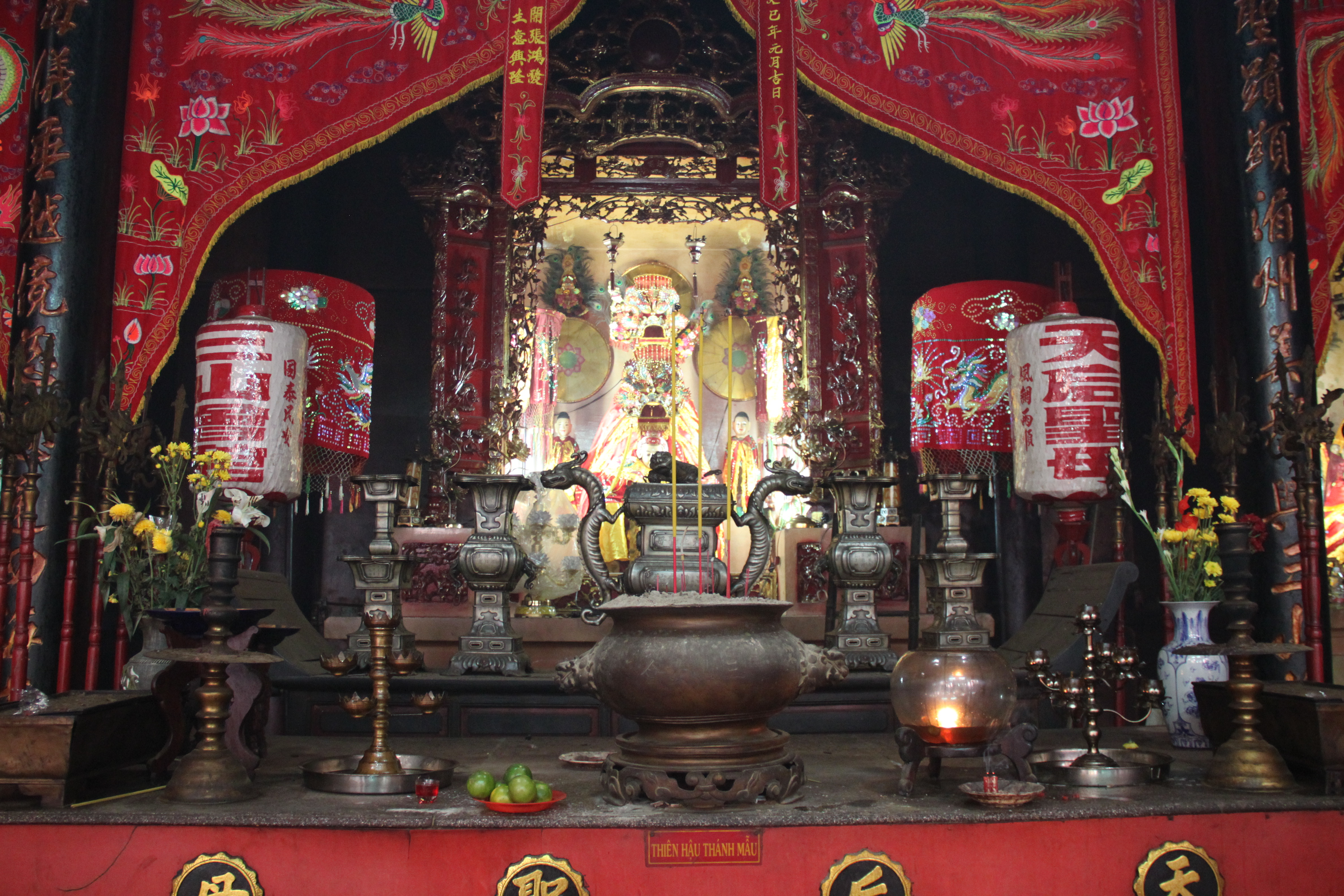
Khám thờ Thiên Hậu Thánh mẫu tại chính điện

Trước đây Kim Hoa Thánh mẫu (nữ thần cai quản việc sinh nở) là đối tượng thờ tự chính tại hội quán, hiện nay tại đây vẫn còn bảng hiệu Sắc tứ Thánh mẫu điện làm năm Gia Khánh Giáp Ngọ 1834, được phục chế khoảng sau 1936. Tuy nhiên về sau, các hội quán của người Hoa dần đồng hóa nên Thiên Hậu Thánh mẫu trở thành đối tượng thờ chính của Hội quán Tam Sơn, còn bàn thờ Kim Hoa Thánh mẫu được đưa sang một bên, nằm đối diện với bàn thờ Phước Đức chánh thần. Ngoài ra, hội quán còn có các bàn thờ Quan Âm, Ngọc Hoàng, Tam Thanh, Thần Tài Âm Phủ, Thái Tuế Long Vương, Quan Công.
Hai ngày lễ lớn của Hội quán Tam Sơn là lễ Vía Bà Thiên Hậu (23 tháng 3 Âm lịch) và ngày cúng siêu độ cô hồn (Rằm tháng 10).